# Doutor Ricardo
Doutor Ricardo là một đô thị thuộc bang Rio Grande do Sul, Brasil. Đô thị này có diện tích 108,434 km², dân số năm 2007 là 2053 người, mật độ 18,93 người/km².